# Пест
Пест (нід. Peest) — село в нідерландській провінції Дренте. Входить до муніципалітету Норденвелд.
Його площа становить 4,94 км², а населення станом на 2021 рік складало 145 осіб.

## Галерея

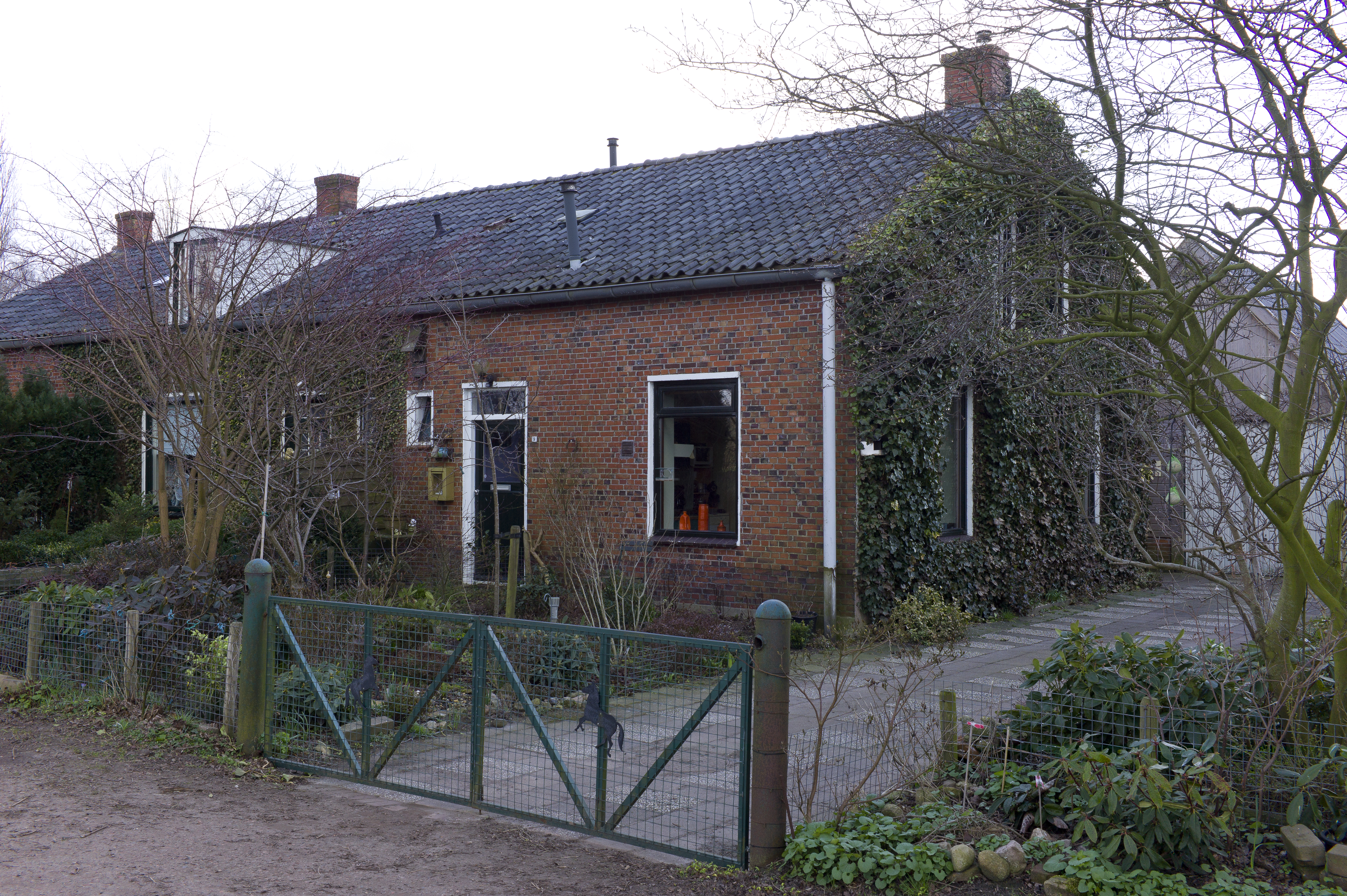
Ферма у Песті
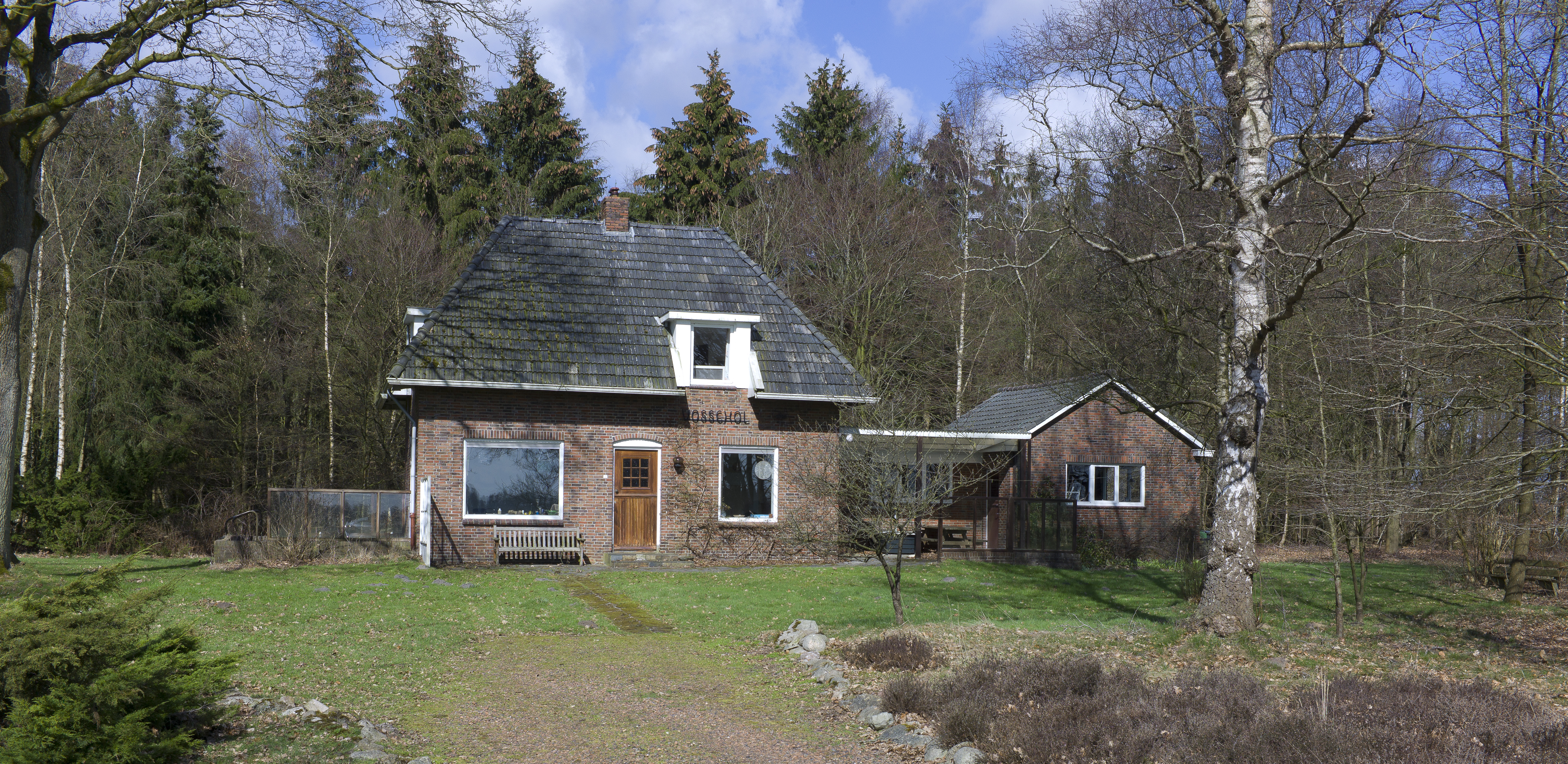
Насосна станція
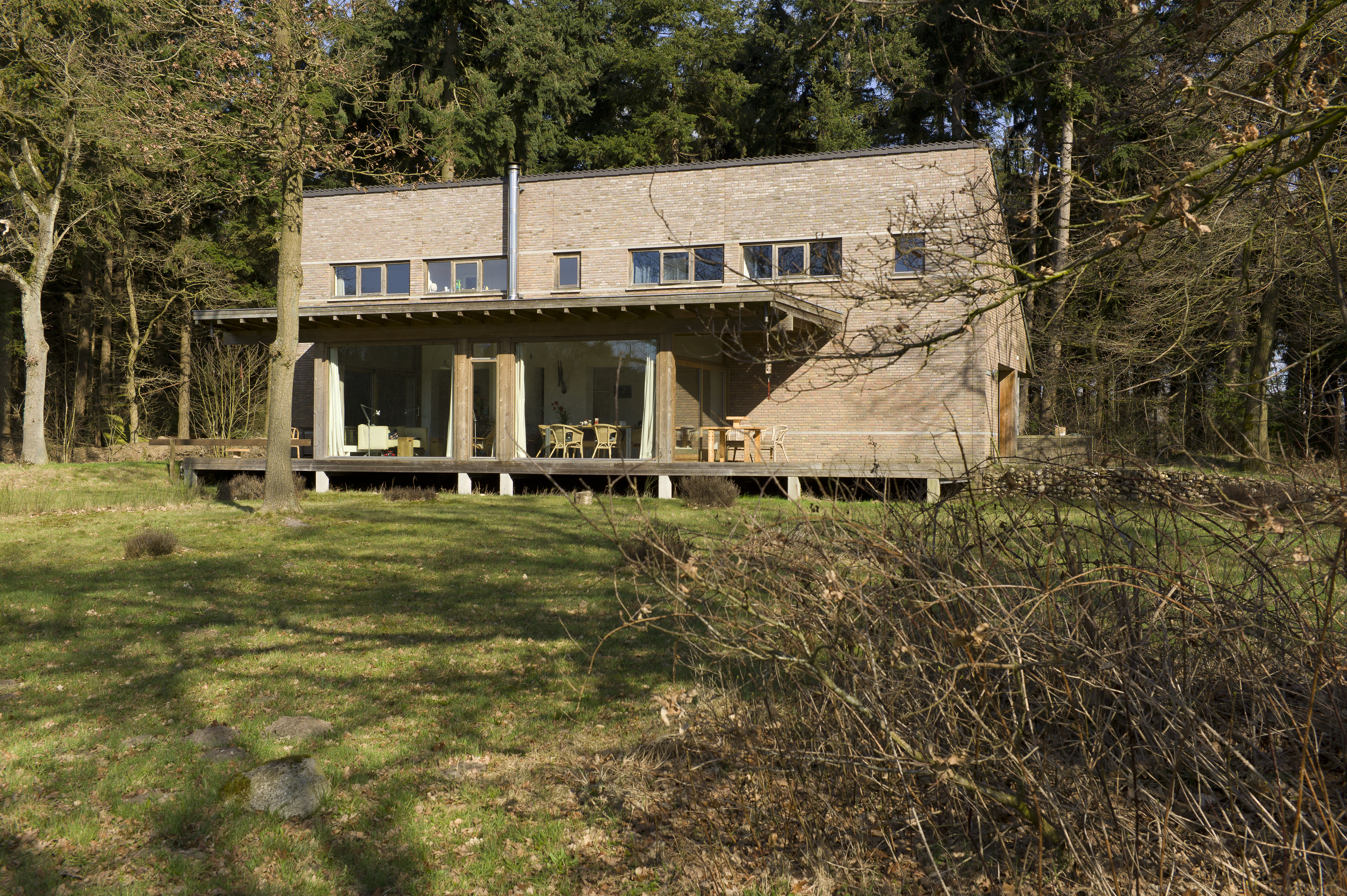
Село у селі